# Списък на политическите партии в Кипър
Република Кипър има многопартийна система.

## Парламентарно представени партии
| Партия/коалиция                      | Места в парламента (2016) | Идеология                |
| ------------------------------------ | ------------------------- | ------------------------ |
| Демократичен съюз                    | 18                        | Консерватизъм            |
| Прогресивна партия на трудовия народ | 16                        | Комунизъм                |
| Демократическа партия                | 9                         | Центризъм                |
| Движение за социалдемокрация         | 3                         | Социалдемокрация         |
| Граждански съюз                      | 3                         | Популизъм                |
| Движение Солидарност                 | 3                         | Национален консерватизъм |
| Движение Екология и Околна среда     | 2                         | Зелена политика          |
| Национален народен фронт             | 2                         | Национализъм             |